# Борки (Чугуевский район)
Бо́рки (укр. Бірки) — село, Борковский сельский совет, Змиёвский район, Харьковская область, Украина.
Является административным центром Борковского сельского совета, в который, кроме того, входят сёла
Гужвинское,
Кирюхи,
Кислое,
Кравцово,
Погорелое,
Федоровка и посёлки
Джгун,
Зализничные Борки,
Кукулевка и
Першотравневое.

## Географическое положение
Село Борки находится в 30 км на запад от Змиёва между реками Джгун (в 3,5 км, правый берег) и Мжа (в 5 км, правый берег).
К селу примыкают посёлок Зализничные Борки и сёла Гужвинское, Федоровка, Кирюхи.
В селе находятся несколько небольших лесных массивов, в том числе урочище Старая Пасека, урочище Прокопия (дуб).

## История
- 1659 — дата основания[7].

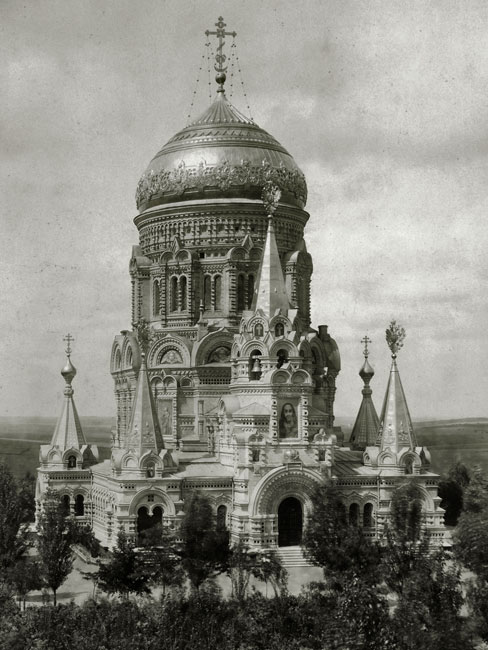
Утраченный Храм Христа Спасителя в Спасовом скиту

- 1869 — построена железнодорожная станция Борки[8] Курско-Харьковско-Азовской железной дороги.
- 17 (29) октября 1888 года — Крушение императорского поезда Александра III близ станции Борки (ныне Первомайское Змиевского района).
- В начале XX века слобода Борки являлась волостным центром Змиевского уезда Харьковской губернии.
- В январе 1919 года наступавший по железной дороге 6-й повстанческий полк РККА разгромил здесь крупный отряд гайдамаков УНР, которые отступали к Екатеринославу, но был задержан в этом районе красными партизанами из местного отряда Дмитрия Олещука. В то время как основные силы полка сковали силы гайдамаков на подходах к станции Борки, кавалерийский эскадрон 6-го полка и партизанский отряд Олещука обошли их. В результате, полк занял село и станцию, трофеями РККА стали станционные склады с запасами военного имущества и продовольствия[9].
- В первые годы после ВОСР был организован племенной птицерассадник «Коопптах».[6]
- В 1929 году организована птицеводческая промышленная ферма Всеукраинского товарищества по сбыту и экспорту продукции птицеводства.[6]
- В 1930 году ферма реорганизована в совхоз «Борки».[6]
- В 1940 году, перед ВОВ, в Борках были 567 дворов, православная церковь, кирпичный завод, пруд и шесть ветряные мельницы.[1]
- Во время Великой Отечественной войны с октября 1941 по начало сентября 1943 село и племсовхоз находились под немецкой оккупацией (с перерывами).
- Направление Первомайский-Борки было ареной ожесточённых боёв с целью перерезать железную дорогу Харьков — Лозовая — Днепропетровск в мае 1942, феврале-марте 1943 и сентябре 1943 года.
- В СССР существовал совхоз (затем опытное хозяйство) «Борки» Украинского НИИ птицеводства, который специализировался на выращивании племенной птицы (кур, индеек, уток, гусей) для птицезаводов и хозяйств УССР.[6]
- В 1976 году в селе были 759 дворов и 2287 человек населения;[6] в средней школе 36 учителей учили 564 ученика, в селе работали музыкальная школа, дом культуры с залом на 325 мест, библиотека с фондом 11 450 томов, участковая больница на 50 коек, детский сад на 100 мест, ясли; в НИИ птицеводства было 9 отделов и три лаборатории, в которых работали 237 сотрудников, в том числе 4 доктора наук и 41 кандидат; в опытном хозяйстве «Борки» (б. совхозе) было 6 900 га земли, в том числе 5 100 га пашни, а также пять птицеводческих ферм, инкубатор, две тракторные бригады.[6]
- По переписи 2001 года численность населения составляла 2936 человек.

## Экономика
- Большая птице-товарная ферма, машинно-тракторные мастерские.
- Институт птицеводства УААН, ГП
- Племенное хозяйство «Борки» «Институт птицеводства УААН».
- «Григ Лтд», ПКФ, ООО.
- «АГРОИМПЭКС», ЧФ.
- ФЛП Фролов О. В.
- ТОВ «Атіка»

## Объекты социальной сферы
- Детский сад.
- Средняя школа на 560 мест.[6]
- Дом культуры с залом на 325 мест.[6]
- Стадион.
- Лечебно-диагностический центр «Лоритом».

## Достопримечательности
- Памятник над братской могилой советских воинов, павших в боях при освобождении села. Известны имена 352 воинов.[6]

## Транспорт
Через село проходит Курско-Харьковско-Азовская железная дорога (Москва-Крым), на ней станция Борки, и автомобильная дорога Т-2107.

## Известные люди
- Казмирук, Виталий Иосифович — руководитель опытного птицехозяйства.
- Сидора, Вера Фёдоровна — знаменитая птичница, Герой Социалистического Труда.[6]
- Решетей, Иван Иванович — советский артиллерист, Герой Советского Союза.